# Estrella de Mariscal

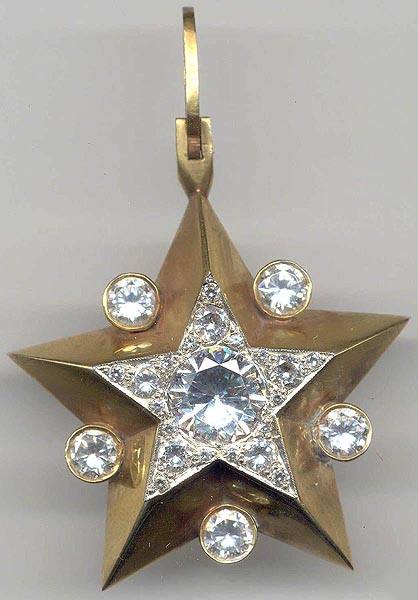
Estrella de Mariscal.

La Estrella de Mariscal (ruso: Mаршальская Звезда) fue un símbolo militar en la Unión Soviética y hoy en día en la Federación Rusa. Fue concesionada por primera vez a las personas elevadas al puesto de Mariscal de la Unión Soviética y Almirante de la Flota de la Unión Soviética, pero después una estrella más chica es dada al Mariscal de armas y al Jefe de los Mariscales de armas y también al Almirante de la Flota.